# 赫維茲多斯拉夫廣場
赫維茲多斯拉夫廣場是斯洛伐克首都布拉提斯拉瓦最知名的廣場之一。赫維茲多斯拉夫廣場位於布拉提斯拉瓦老城區，新大橋和斯洛伐克國家劇院之間。2005年2月24日，美國總統喬治·W·布希曾在這裡發表演講。
帕沃尔·奥尔斯扎格·赫维兹多斯拉夫（Pavol Országh Hviezdoslav，1849-1921 ）是斯洛伐克的诗人、作家和律师。 19 世纪末至 20 世纪初斯洛伐克文学和文化领域的领军人物。